# Busan Open Challenger Tennis 2011
Il Busan Open Challenger Tennis 2011 è stato un torneo professionistico di tennis maschile giocato sul cemento. È stata la 9ª edizione del torneo, che fa parte dell'ATP Challenger Tour nell'ambito dell'ATP Challenger Tour 2011. Si è giocato a Pusan in Corea del Sud dal 9 al 15 maggio 2011.

## Partecipanti

### Teste di serie
| Nazionalità   | Giocatore       | Ranking* | Testa di serie |
| ------------- | --------------- | -------- | -------------- |
| Taipei cinese | Lu Yen-hsun     | 55       | 1              |
| Giappone      | Gō Soeda        | 117      | 2              |
| Giappone      | Tatsuma Itō     | 130      | 3              |
| Israele       | Dudi Sela       | 139      | 4              |
| Australia     | Matthew Ebden   | 184      | 5              |
| Giappone      | Yūichi Sugita   | 206      | 6              |
| Thailandia    | Danai Udomchoke | 241      | 7              |
| Germania      | Andre Begemann  | 255      | 8              |

- Ranking al 2 maggio 2011.

### Altri partecipanti
Giocatori che hanno ricevuto una wild card:
- Jeong Suk-young
- Kim Hyun-joon
- Lu Yen-hsun
- Nam Ji-sung

Giocatori che sono passati dalle qualificazioni:
- An Jae-sung
- Mikhail Ledovskikh
- Toshihide Matsui
- Takao Suzuki

## Campioni

### Singolare
Dudi Sela ha battuto in finale  Tatsuma Itō, 6–2, 6(5)–7, 6–3

### Doppio
Im Kyu-tae /  Danai Udomchoke hanno battuto in finale  Jamie Baker /  Vasek Pospisil, 6–4, 6–4